# Maria Wietrzykowska
Maria „Marihuana” Wietrzykowska (ur. 8 grudnia 1967) – muzyk, aranżer, od roku 2000 producent płytowy, współzałożycielka zespołu Ceti, początkowo keyboardzistka, później także współwokalistka. 

## Życiorys
Ukończyła studia na Wydziale Wokalnym Państwowej Szkoły Muzycznej II stopnia im. Fryderyka Chopina w Poznaniu (muzyk wokalista – zakres specjalizacji śpiew solowy) z wyróżnieniem. Debiutowała partią solową (sopran) na płycie zespołu Turbo – Ostatni wojownik oraz w anglojęzycznej wersji tej płyty „The Last Warrior” w tytułowym utworze. Brała udział we wszystkich znaczących produkcjach solowych i zespołowych Grzegorza Kupczyka.

## Dyskografia
- Turbo – Ostatni wojownik (1987, gościnnie)[3]
- Turbo – Last Warrior (1988, gościnnie)[4]
- Grzegorz Kupczyk – W imię prawa (1999)[5]
- Grzegorz Kupczyk – Demony czasu (2000)[6]
- Chainsaw – The Journey into the Heart of Darkness (2005, gościnnie)[7]